# فرانکلین، تاسمانی
فرانکلین (به انگلیسی: Franklin) یک شهرک در استرالیا است که در تاسمانی واقع شده‌است.